# Ак
Ак (фр. Acq) — муніципалітет у Франції, у регіоні О-де-Франс, департамент Па-де-Кале. Населення — 797 осіб (01.01.2021).
Муніципалітет розташований на відстані близько 170 км на північ від Парижа, 45 км на південний захід від Лілля, 11 км на північний захід від Арраса.

## Демографія
Динаміка населення (base Cassini de l'EHESS pour les nombres retenus jusque 1962, base Insee à partir de 1968 (population sans doubles comptes puis population municipale à partir de 2006) ·  ):

## Економіка
2010 року серед 356 осіб працездатного віку (15—64 років) 282 були активними, 74 — неактивними (показник активності 79,2%, у 1999 році було 67,9%). З 282 активних мешканців працювали 264 особи (138 чоловіків та 126 жінок), безробітними було 18 (9 чоловіків та 9 жінок). Серед 74 неактивних 25 осіб було учнями чи студентами, 32 — пенсіонерами, 17 були неактивними з інших причин.

У 2010 році в муніципалітеті нараховувалося 254 оподаткованих домогосподарства, у яких проживали 668,5 особи, медіана доходів виносила 22 168 євро на одного особоспоживача